# San Vicente de la Cabeza
San Vicente de la Cabeza é um município da Espanha na província de Zamora, comunidade autónoma de Castela e Leão, de área 53,50 km² com população de 513 habitantes (2007) e densidade populacional de 10,45 hab/km².

## Demografia
| Variação demográfica do município entre 1991 e 2004 | Variação demográfica do município entre 1991 e 2004 | Variação demográfica do município entre 1991 e 2004 | Variação demográfica do município entre 1991 e 2004 |
| --------------------------------------------------- | --------------------------------------------------- | --------------------------------------------------- | --------------------------------------------------- |
| 1991                                                | 1996                                                | 2001                                                | 2004                                                |
| 738                                                 | 675                                                 | 588                                                 | 559                                                 |